# Sarcziewo
Sarcziewo (mac. Сарчиево) – wieś w gminie miejskiej Sztip w środkowej Macedonii Północnej.

## Demografia
Według spisu ludności z 2021 we wsi Sarcziewo mieszkało 5 mieszkańców.

### Rasy i pochodzenie
Według wyżej wspomnianych danych we wsi Sarcziewo mieszkało 5 Macedończyków.